# Digitale spiegelreflexcamera

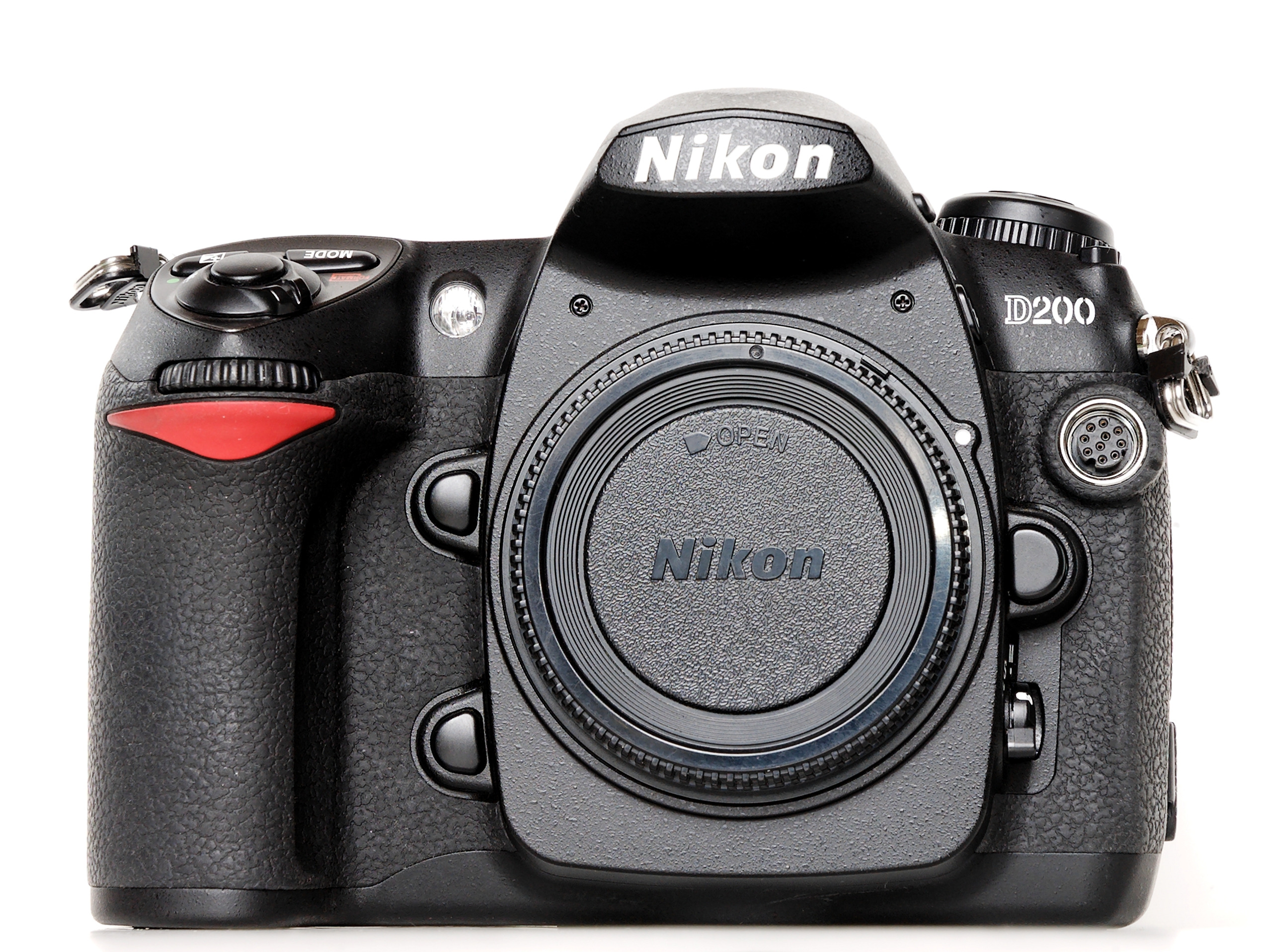
De voorkant van een digitale spiegelreflexcamera

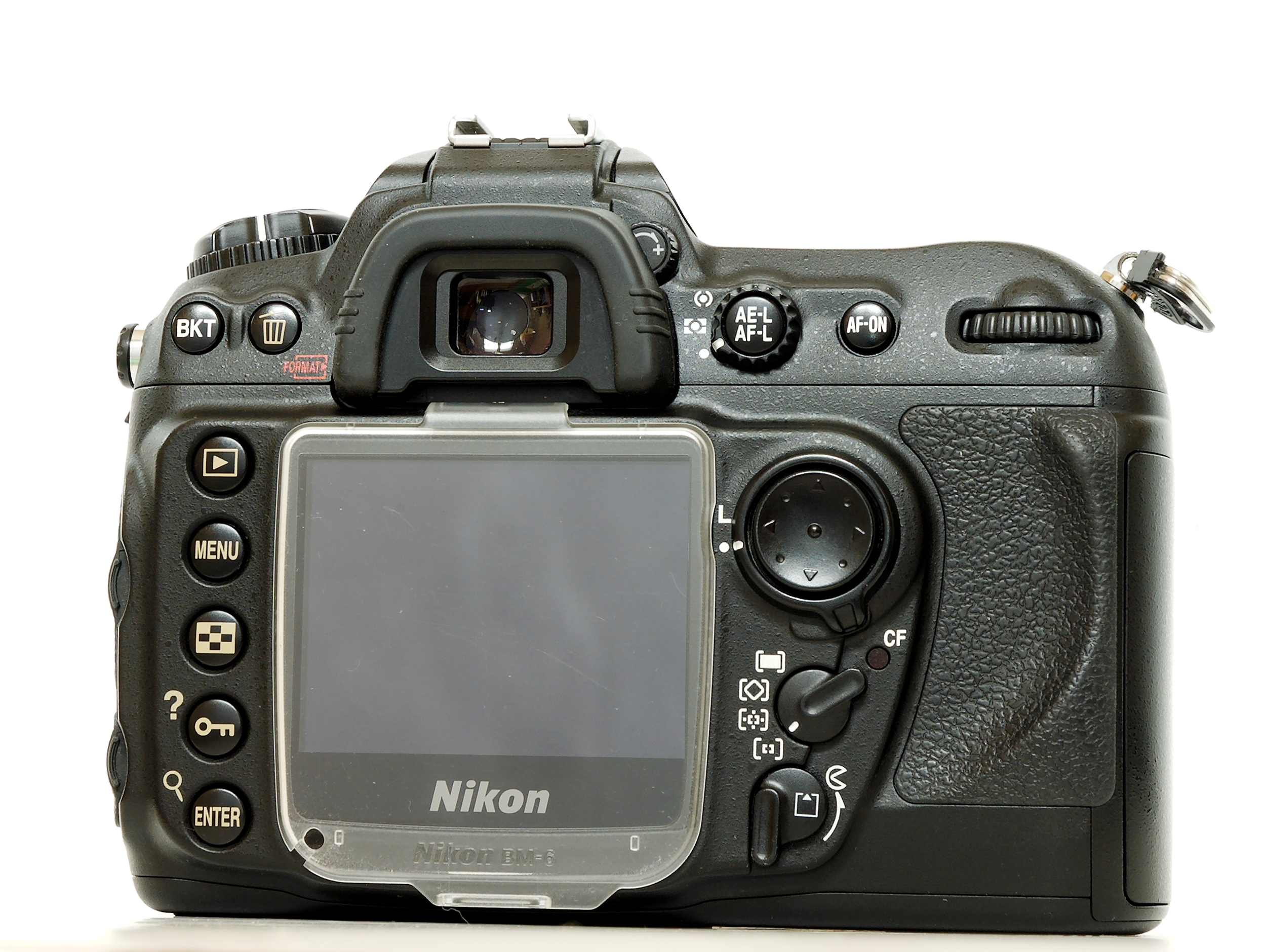
De achterkant van een digitale spiegelreflexcamera

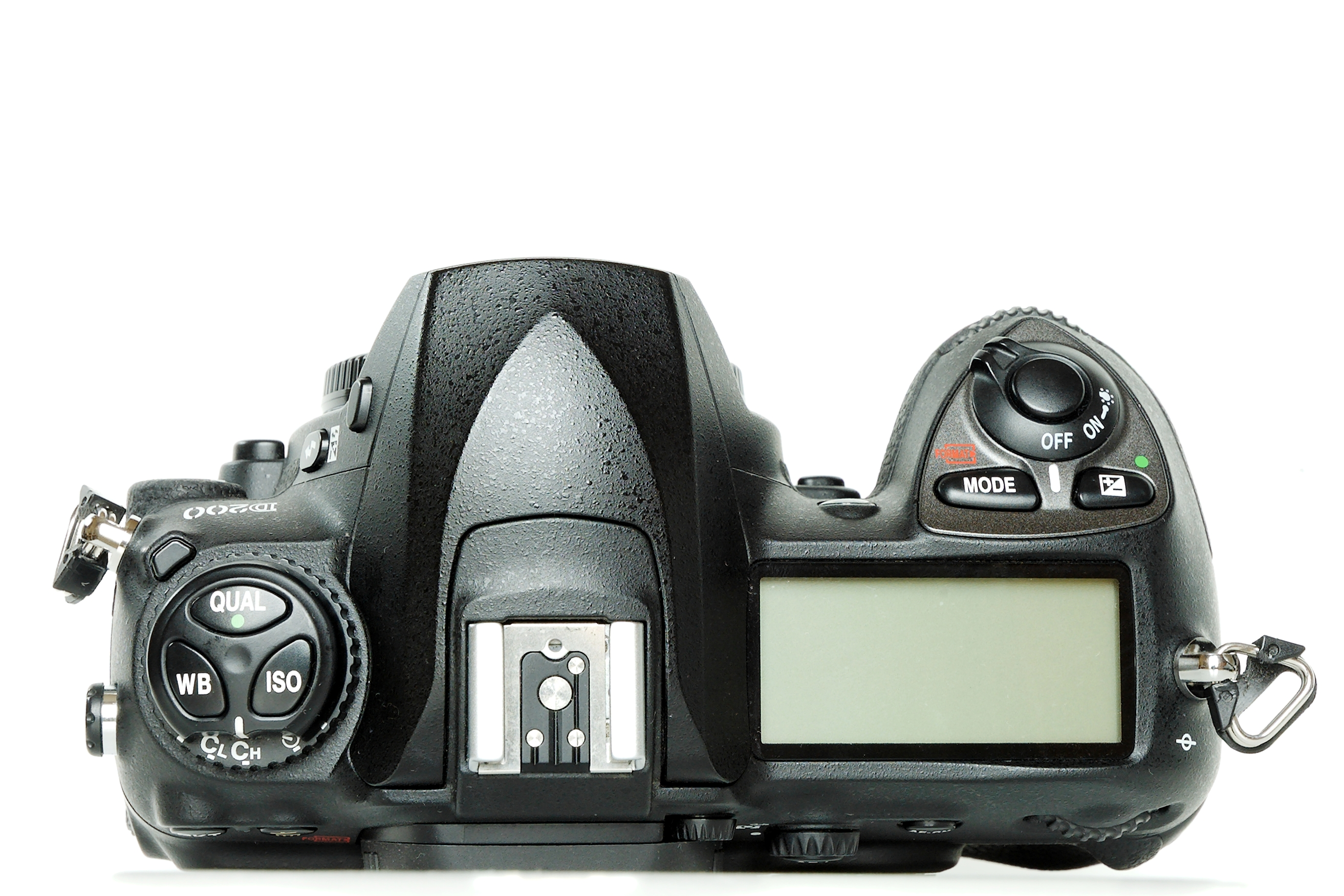
De bovenkant van een digitale spiegelreflexcamera

Een DSLR (digital single-lens reflex camera) of digitale spiegelreflexcamera is een fototoestel waarbij, voor het zoekersysteem, gebruikgemaakt wordt van dezelfde mechanische en optische principes als bij een analoge spiegelreflexcamera's (SLR's).

## Beeldsensor
Het verschil tussen de beide typen camera's is dat een DSLR gebruik maakt van een beeldsensor (CMOS of CCD), met bijbehorende elektronica in plaats van een filmrol. Hierdoor is het wachten op het ontwikkelen en afdrukken niet meer nodig, de afbeeldingen kunnen direct worden bekeken en gebruikt.

### Afmetingen
Veel fabrikanten van DSLR's borduren voort op hun al bestaande conventionele SLR-systemen, waarbij accessoires als objectieven, flitsers en dergelijke op zowel "film" als digitale camera bruikbaar zijn. Veel camera's hebben echter een beeldsensor die kleiner is dan het originele kleinbeeldformaat (36x24mm), meestal is de sensor ongeveer even groot als het APS-C-formaat. Dergelijke camera's hebben (voor gelijke brandpuntsafstand) een kleinere beeldhoek, de verhouding wordt crop-factor genoemd. De meeste "consumenten"-camera's hebben een crop-factor van 1,5 tot 1,6. Camera's met een beeldsensor die even groot is als het originele kleinbeeldformaat worden "full-frame" genoemd, dit zijn meestal de topmodellen van de fabrikanten die dergelijke modellen voeren.
Andere fabrikanten zoals Olympus zijn vanaf het begin begonnen met volledig voor digitaal gebruik ontworpen systemen, zoals het Four Thirds-systeem.
De DSLR en de meetzoekercamera hebben veel terrein verloren aan de systeemcamera, die een enorme populariteit heeft verkregen.

## Middenformaat
Naast de nieuw ontwikkelde of van kleinbeeld afgeleide modellen hebben enkele cameramerken van middenformaat-camera's, zoals Hasselblad, Bronica, Mamiya en Pentax ook digitale versies van deze camera's uitgebracht.

## Fabrikanten
- Canon
- Fujifilm
- Hasselblad (alleen middenformaat-camera's)
- Nikon
- Olympus, Four Thirds-camera's (uit productie)
- Panasonic, Four Thirds-camera's (uit productie)
- Pentax
- Samsung in samenwerking met Pentax (uit productie)
- Sigma, gebruikt de Foveon-beeldsensor
- Sony (na overname van de dSLR-tak van Konica Minolta)